# Damalis artigasi
Damalis artigasi là một loài ruồi trong họ Asilidae. Damalis artigasi được Joseph & Parui miêu tả năm 1985. Loài này phân bố ở miền Ấn Độ - Mã Lai.